# Ptyelus goudoti
Ptyelus goudoti är en insektsart som först beskrevs av Bennett 1833.  Ptyelus goudoti ingår i släktet Ptyelus och familjen spottstritar. Inga underarter finns listade i Catalogue of Life.